# Lieselotte Einsdorf

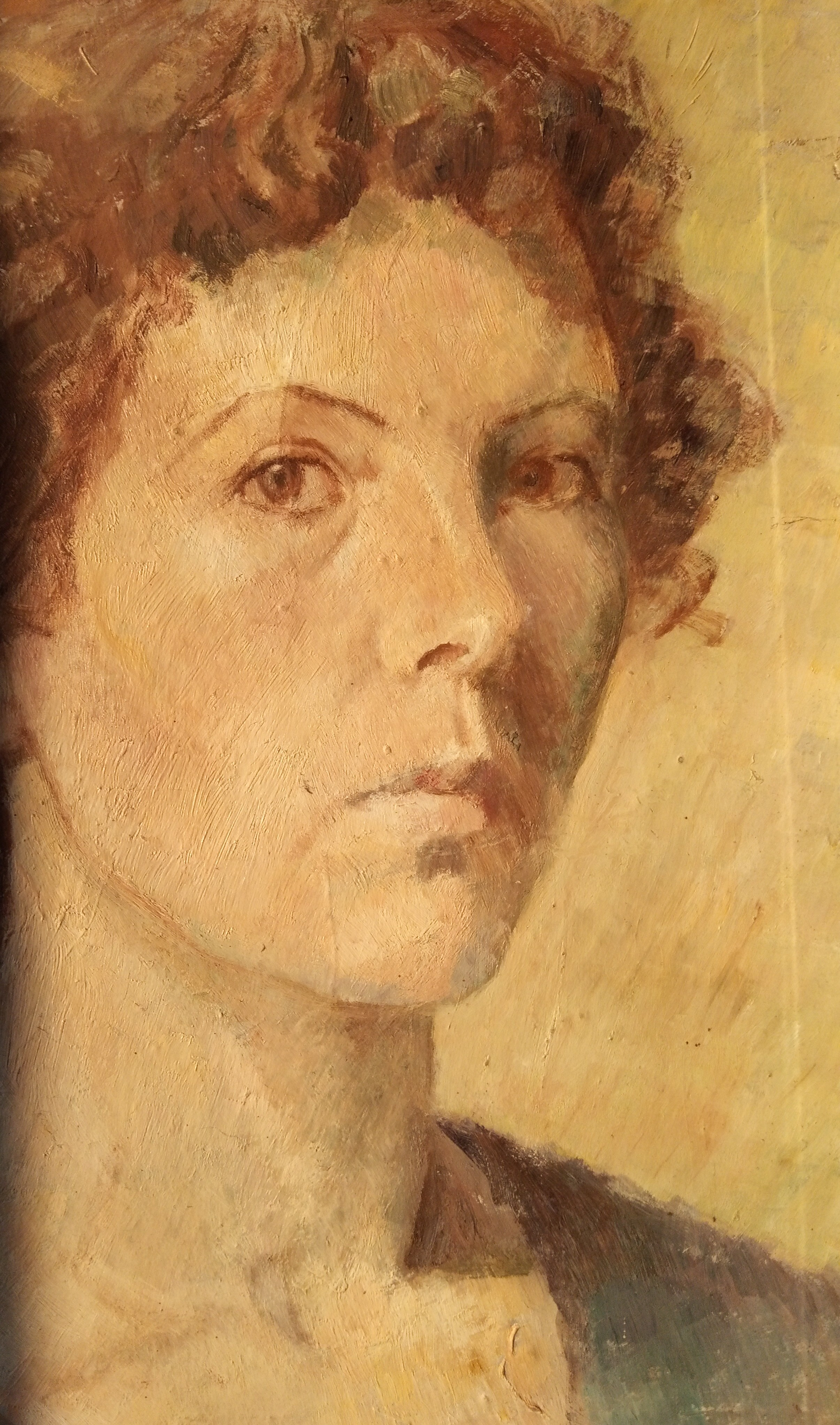
Selbstporträt Lieselotte Einsdorf, Ölgemälde

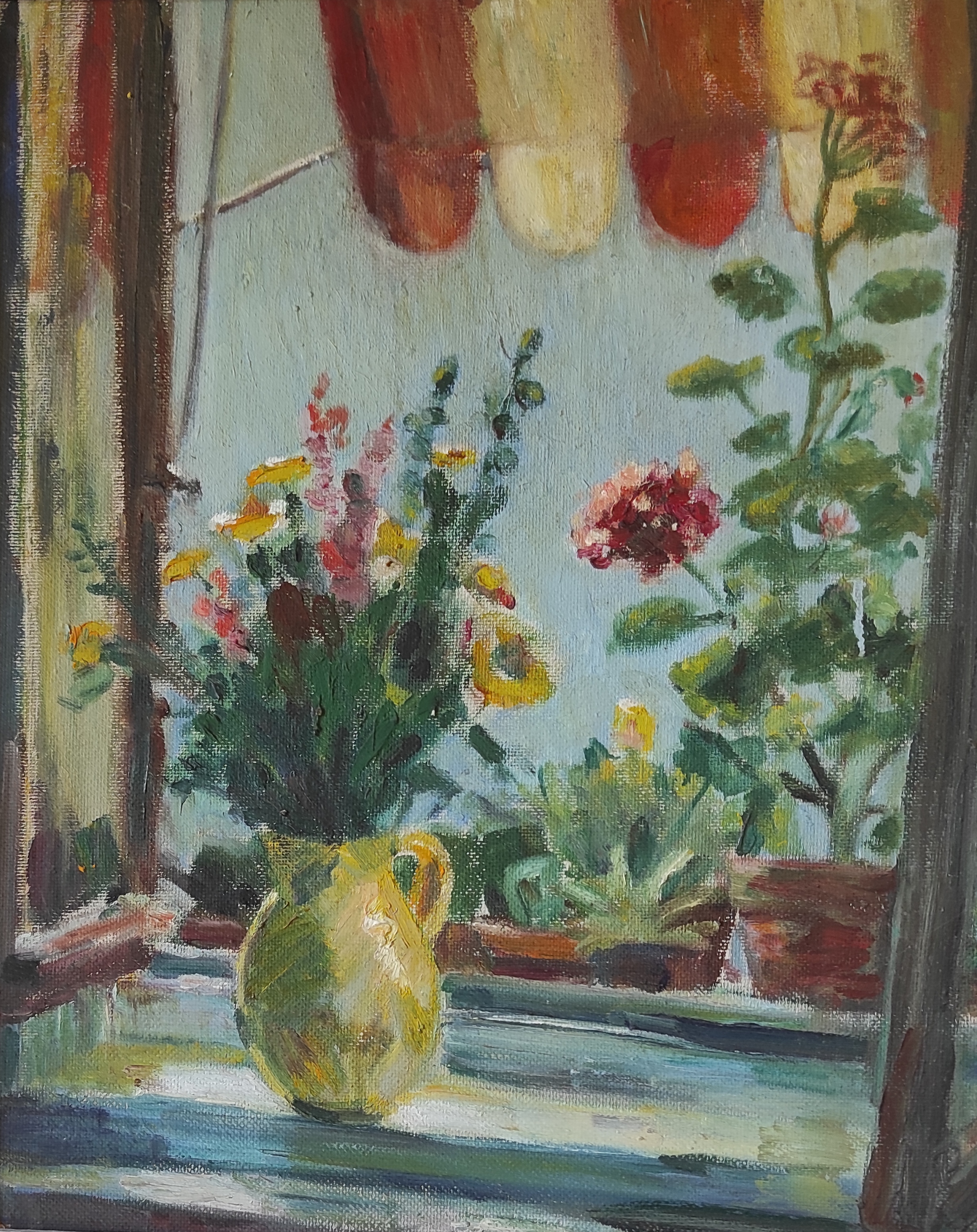
Blick aus dem Fenster der Künstlerin in ihrer Wohnung in München

Lieselotte Einsdorf (* 3. Juli 1916 in Metz; † 16. März 2010 in Überlingen) war eine deutsche Malerin und Grafikerin.

## Leben
Lieselotte Einsdorf studierte in München an der Akademie der Bildenden Künste Malerei. Des Weiteren studierte sie an der Blocherer Schule in München Gebrauchsgrafik. Mehrere Malreisen führten sie um 1943 an den Bodensee auf die Insel Reichenau. Dort entstanden zahlreiche wunderbare Aquarelle, die die Stimmung des Insellebens zu der damaligen Zeit wiedergeben. Einen weiteren Studiengang in Vertiefung der Porträtmalerei absolvierte sie bei Oswald Malura in München in dessen „Staatlich genehmigter Mal- und Zeichenschule“. Für die Illustration des Buches Umi wird Jäger bekam sie den Deutschen Jugendbuchpreis 1957. Des Weiteren illustrierte sie zahlreiche Kinderbücher. Sie ist die Mutter der Bildhauerin Daniela Einsdorf.

## Illustrierte Werke (Auswahl)
- Peter Supf, Wolf Hirth.: Vibeke – Wiedersehen mit einem Storch. Lentz, 1955
- Inger Juul, Maria v. Schweinitz: Ein Mädchen aus Jütland. Lentz 1955
- Miriam Schlein: Umi wird Jäger. übersetzt von Monika Uellenberg, Lentz Verlag 1956, ISBN 978-3-499-20046-5.
- Adele de Leeuw: Susi aus der Truhe. Ueberreuter, 1958
- Maria Kirchgessner: Die Geschichte vom tapferen Gletscherfloh. Union Verl. Stuttgart, 1958
- Liane Keller: Stadt und Land für dich und mich. Ueberreuter, Wien, Heidelberg 1960
- Maria Kirchgessner: Die Geschichte vom tapferen Gletscherfloh. Union Verl. Stuttgart, 1958

## Auszeichnungen
- 1957: Deutscher Jugendbuchpreis – Prämie für Illustrationen in Umi wird Jäger

## Einzelnachweise

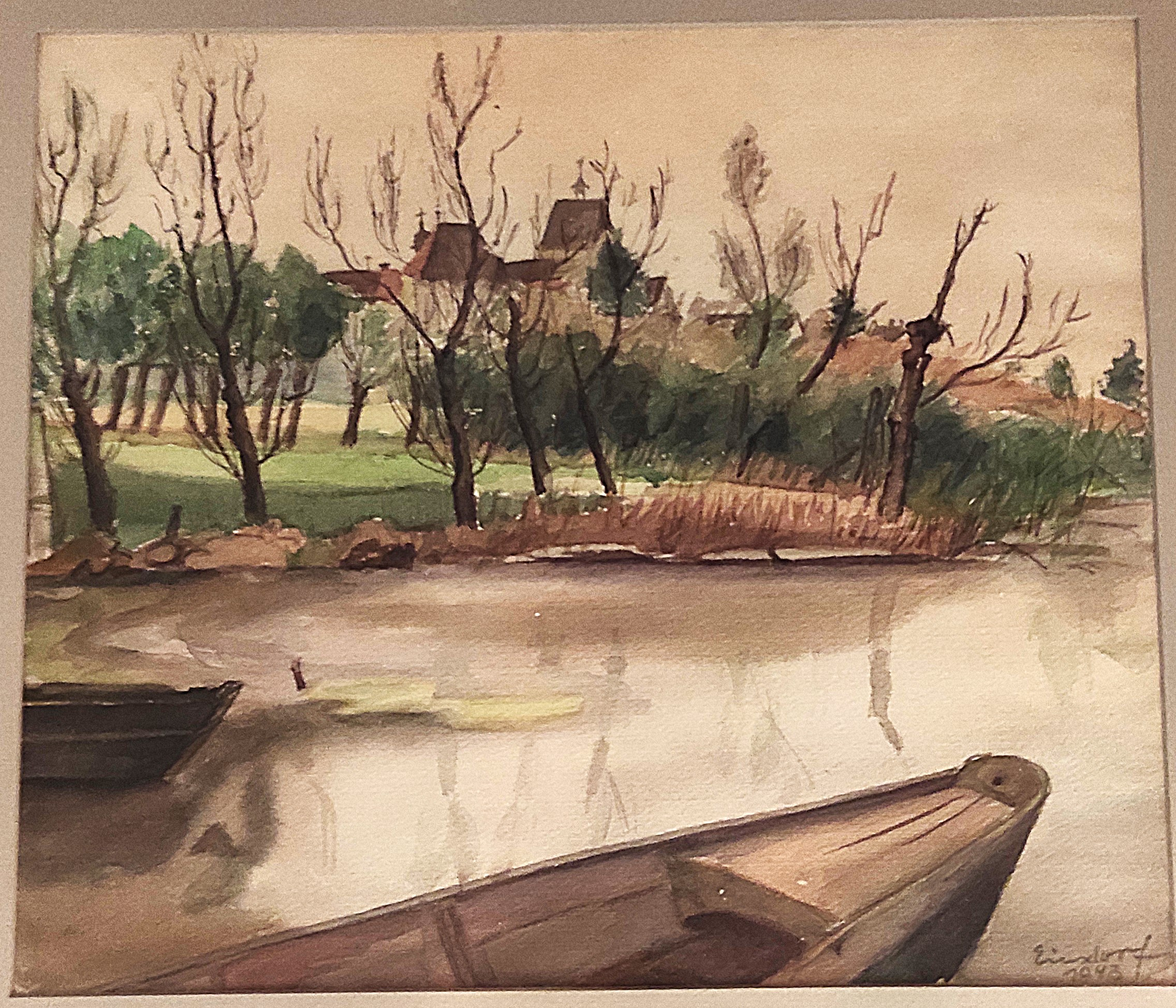
Blick auf die Kirche St.Peter und Paul auf der Insel Reichenau. Im Vordergrund ein typischer Fischerkahn um die Zeit von 1943.